# Мангёндэ
Мангёндэ́ (кор. 만경대?, 萬景臺?; при японской власти Манкэйдай) — малый населённый пункт (деревня) в 12 км на юго-запад от Пхеньяна. Административно входит в провинцию Пхеньян. Название деревни состоит из элементов «десять тысяч» (ман), «пейзаж» (гён), «зелёный холм» (дэ) и связано с видом с местных холмов на реку Тэдонган.

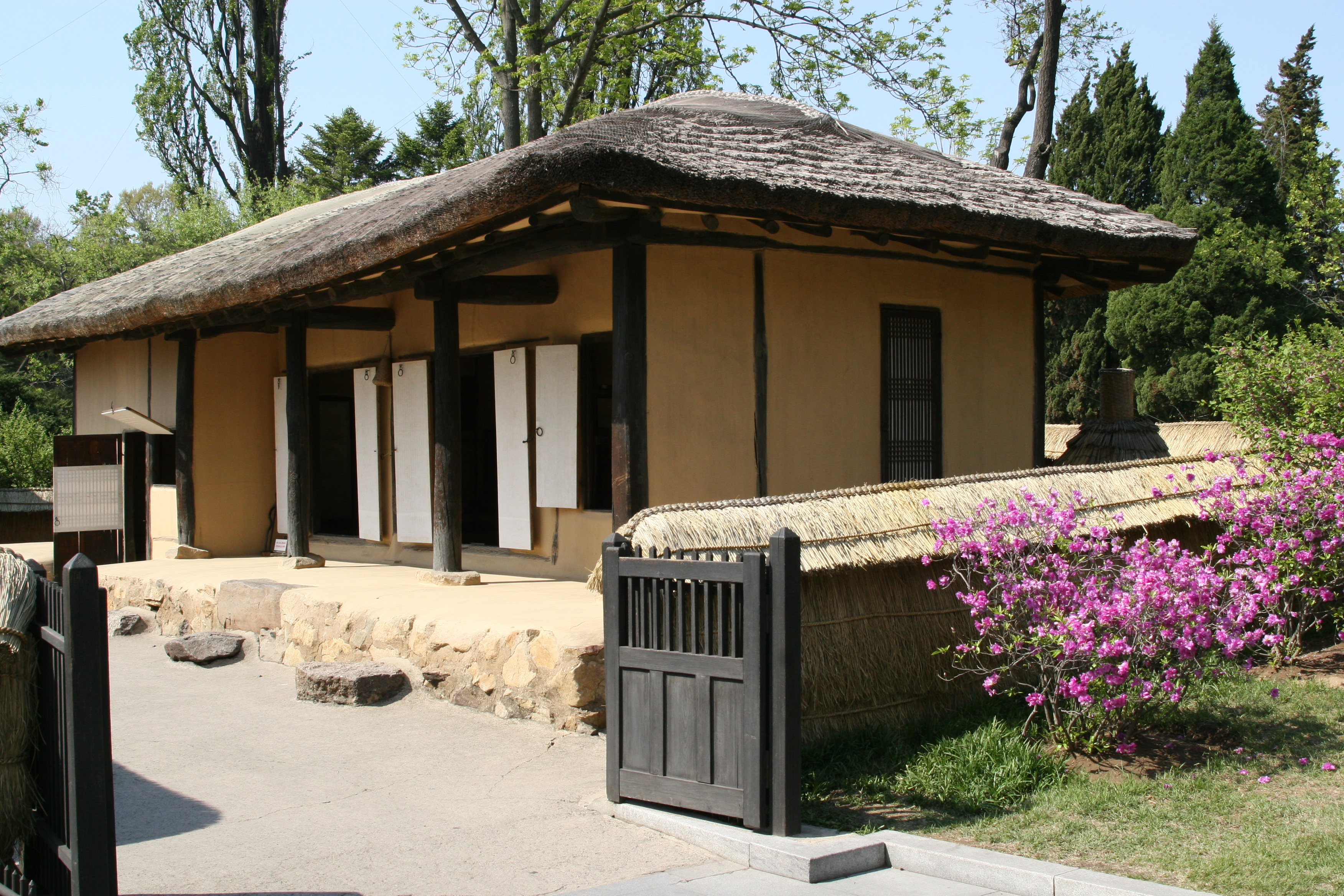
Дом-музей Ким Ир Сена

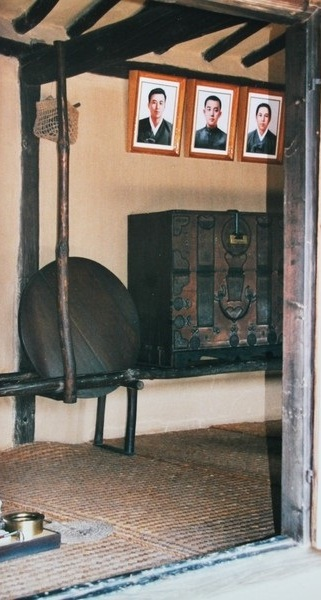
Внутренний вид родного дома Ким Ир Сена

## История
Мангёндэ известна во всём мире как родная деревня Ким Ир Сена. Здесь он провёл первые восемь лет своей жизни. В современной КНДР Мангёндэ является всепочитаемым местом политического паломничества. Дом, в котором родился Ким Ир Сен, превращён в музей.
В экспозиции музея представлены чернильница и письменный стол Ким Ир Сена. Недалеко от дома находится колодец, воду из которого в детстве пил Ким Ир Сен.
На самом высоком месте в окрестности Мангёндэ расположена смотровая площадка с павильоном, откуда открывается панорама Пхеньяна. В 1982 году здесь был открыт парк культуры и отдыха трудящихся. Рядом расположено Мангёндэсское революционное училище.

## Отражение в культуре
В патриотической молодёжной песне «Круглая луна Мирёна» упоминается Мангёндэ. О Мангёндэсском революционном училище поётся в песне «Два дерева». Мангёндэ изображался на ряде банкнот КНДР, начиная с 1978 года. Изображение деревни было помещено на банкноту номиналом 100 вон. Мангёндэ вместе с портретом Ким Ир Сена были изображены на купюрах номиналом 100, 1000, 5000 вон вплоть до 2009 года.
В апреле 2016 года в Пхеньяне прошла выставка картин 70-х и 80-х годов, посвящённых Ким Ир Сену. В их числе были картины «Мангёндэ — место рождения президента Ким Ир Сена» и «Мангёндэ весной».